# Campionat d'Espanya de motociclisme de velocitat 2015
La temporada de 2015 del CEV, denominat oficialment FIM CEV Repsol,  fou la 66a edició d'aquest campionat, organitzat per la RFME (en col·laboració amb la FIM i Dorna Sports). El calendari oficial constava de 12 proves puntuables. 4 de les proves programades es disputaren als Països Catalans: Circuit de Barcelona-Catalunya a Montmeló (dos dies) i Circuit Ricardo Tormo a Xest (dos dies).

## Classificació final

### Moto3
| Posició | Pilot               | Motocicleta | Punts |
| ------- | ------------------- | ----------- | ----- |
| 1       | Nicolo Bulega       | KTM         | 189   |
| 2       | Albert Arenas       | Husqvarna   | 185   |
| 3       | Aron Canet          | Honda       | 176   |
| 4       | Joan Mir            | KTM         | 153   |
| 5       | Jaume Masià         | Honda       | 107   |
| 6       | Khairul Idham Pawi  | TSR Honda   | 99    |
| 7       | Bo Bendsneyder      | Honda       | 93    |
| 8       | Stefano Valtulini   | KTM         | 81    |
| 9       | Lorenzo Dalla Porta | Husqvarna   | 78    |
| 10      | Sena Yamada         | Honda       | 77    |

### Moto2
| Posició | Pilot             | Motocicleta | Punts |
| ------- | ----------------- | ----------- | ----- |
| 1       | Edgar Pons        | Kalex       | 237   |
| 2       | Xavi Vierge       | Tech3       | 226   |
| 3       | Alan Techer       | Tech3       | 133   |
| 4       | Steven Odendaal   | Kalex       | 119   |
| 5       | Luca Marini       | Kalex       | 115   |
| 6       | Eric Granado      | Kalex       | 114   |
| 7       | Tetsuta Nagashima | Kalex       | 107   |
| 8       | Alejandro Medina  | Ariane      | 67    |
| 9       | Federico Fuligni  | Suter       | 57    |
| 10      | Thibaut Bertin    | Suter       | 45    |

### SBK
| Posició | Pilot                      | Motocicleta  | Punts |
| ------- | -------------------------- | ------------ | ----- |
| 1       | Carmelo Morales            | Yamaha       | 249   |
| 2       | Adrián Bonastre            | BMW          | 141   |
| 3       | Robertino Pietri Chiossone | Yamaha       | 128   |
| 4       | Ivan Silva                 | BMW          | 107   |
| 5       | Eeki Kuparinen             | BMW          | 94    |
| 6       | Pierre Texier              | Kawasaki     | 85    |
| 7       | Maximilian Scheib Kruger   | BMW Motorrad | 80    |
| 8       | Axel Maurin                | Kawasaki     | 71    |
| 9       | Miguel Angel Poyatos       | BMW          | 64    |
| 10      | Kenny Noyes                | Kawasaki     | 61    |

## Categories inferiors
| Categoria      | Campió          | Motocicleta | Punts |
| -------------- | --------------- | ----------- | ----- |
| SBK-Pri        | Eeki Kuparinen  | BMW         | 165   |
| Stck600        | Marcos Ramírez  | Yamaha      | 175   |
| Kawasaki Z Cup | Joan Sardanyons | Kawasaki    | 121   |

## Classificació per marques

### Moto3
| Posició | Marca      | Punts |
| ------- | ---------- | ----- |
| 1       | Honda      | 262   |
| 2       | KTM        | 209   |
| 3       | Husqvarna  | 197   |
| 4       | Mahindra   | 62    |
| 5       | IODA-Honda | 32    |
| 6       | TSR Honda  | 7     |
| 7       | Suter      | 5     |

### Moto2
| Posició | Marca        | Punts |
| ------- | ------------ | ----- |
| 1       | Tech3        | 242   |
| 2       | Kalex        | 241   |
| 3       | Suter        | 92    |
| 4       | Ariane       | 76    |
| 5       | FTR          | 38    |
| 6       | Inmotec      | 32    |
| 7       | Transfiormes | 16    |
| 8       | MIR Racing   | 12    |
| 9       | H43          | 12    |
| 10      | MVR          | 10    |

### Stck600
| Posició | Marca    | Punts |
| ------- | -------- | ----- |
| 1       | Yamaha   | 266   |
| 2       | Kawasaki | 57    |
| 3       | Honda    | 38    |

### SBK
| Posició | Marca    | Punts |
| ------- | -------- | ----- |
| 1       | Yamaha   | 258   |
| 2       | BMW      | 211   |
| 3       | Kawasaki | 153   |
| 4       | Ducati   | 24    |
| 5       | Aprilia  | 8     |